# Henri Piéron
Henri Louis Charles Piéron (* 18. Juli 1881 in Paris; † 6. November 1964 ebenda) war ein französischer Psychologe, der als einer der Begründer der wissenschaftlichen Psychologie in Frankreich gilt.

## Leben und Werk
Piéron war der Sohn eines Mathematiklehrers. Er wurde nach dem Tod von Alfred Binet 1912 Direktor des Labors für Psychologie an der Sorbonne, wo er 1911 bis 1923 Professor war. Er war 1923 bis 1951 Professor für Wahrnehmungspsychologie (Physiologie des sensations) am Collège de France. 1932 gründete er das Institut für Psychologie an der Universität Paris. Er lehrte auch an der École Pratique des Hautes Études.
Piéron war ein Vertreter des Behaviorismus, deren Positionen er schon 1908 vertrat vor den einschlägigen Aufsätzen von John B. Watson (von etwa 1913 bis 1919). Er beschäftigte sich insbesondere mit der Psychophysiologie der Wahrnehmungen, wo er optische und andere Experimente entwarf. Mit einem Buch von 1913 gilt er als einer der Begründer der Schlafforschung. Damals studierte er Schlaf vor allem an Tieren (wie Krabben, Ameisen). In angewandter Psychologie wandte er die Differenzielle Psychologie auf Schule und Berufsleben an. Piéron gründete 1928 das Institut national d’orientation professionnelle (INOP, ab 1942 das Institut national d’étude du travail et d’orientation professionnelle,Inetop). An dem zum Conservatoire national des arts et métiers (Cnam) gehörenden Institut wurden neben Forschungstätigkeiten psychologische Berater ausgebildet.
Piéron war auch einer der Kritiker der sog. Nancy-Strahlen, einem Phänomen, das René Blondlot zu entdecken gemeint hatte. Blondlot verweigerte allerdings die Teilnahme an einem experimentum crucis, das mit verschiedenen Kontrollmechanismen ausgestattet durchgeführt hätte werden sollen. Für die Erklärung der Spukhaftigkeit der N-Strahlen machte Piéron „Suggestion“ und „Glaubensansteckung“ verantwortlich. Das führte zu seiner Forderung nach einer umfassenden wissenschaftspsychologischen Schulung von Wissenschaftlern.
1937 wurde Piéron in die American Academy of Arts and Sciences gewählt, 1949 in die National Academy of Sciences. 1946 war er Präsident der französischen zoologischen Gesellschaft.

## Schriften
- mit Nicolas Vaschide: La psychologie du rêve au point de vue médical. Paris, Baillière, 1902.
- mit Édouard Toulouse, Nicolas Vaschide: Technique de Psychologie expérimentale. Paris, Doin, 1904.
- L’évolution de la mémoire. Paris, Flammarion, 1910.
- Le problème physiologique du sommeil. Paris, Masson, 1913.
- Le cerveau et la pensée. Paris, Alcan, 1923
- Éléments de Psychologie expérimentale. Paris, Vuibert, 1925.
- Psychologie expérimentale. Paris, A. Colin, 1927.
- Les sensibilités cutanées. Paris, A. Chahine et Maloine, 1928–1932.
- Le développement mental et l’intelligence. (Leçons professées à l’Université de Barcelone.) Paris, Alcan, 1929.
- Les réflexes sus-élémentaires. In: Georges Dumas (Herausgeber): Nouveau Traité de Psychologie. Band 2, S. 19–39. Paris, Alcan, 1932.
- L’attention. L’habitude et la mémoire. In: Georges Dumas: Nouveau Traité de Psychologie. Band 4, S. 3–136. Paris, Alcan, 1934.
- mit Henri Laugier, H. Piéron, Édouard Toulouse, D. Weinberg Études docimologiques sur le perfectionnement des examens et concours. Paris, Conserv. Nat. des Arts et Métiers, 1934.
- Le toucher. In: G.-H. Roger, L. Binet (Herausgeber)  Traité de Physiologie normale et pathologique. Band 10, S. 1055–1228. Paris, Masson, 1935.
- La connaissance sensorielle et les problèmes de la vision. Paris, Hermann, 1936.
- Physiologie de la vision. In: Traité d’Ophtalmologie. Band 2, S. 497–768. Paris, Masson, 1939.
- Psychologie zoologique. In: Georges Dumas (Herausgeber) Nouveau Traité de Psychologie. Band 8, Teil 1. Paris, Presses Universitaires de France, 1941.
- La sensation, guide de vie.  Paris, Gallimard, 1945
- De l’actinie a l’homme. 2 Bände Presses universitaires, 1958/59
- als Herausgeber: Psychologie différentielle. Band 1 des Traité de Psychologie appliquée. Paris, Presses Universitaires de France, 1949.
- mit Georges Heuyer, H. Piéron, A. Sauvy: Le niveau intellectuel des enfants d’âge scolaire, Publication de l’Institut national d’Études démographiques, 1950.
- Les problèmes fondamentaux de la Psychophysique dans la science actuelle. Paris, Hermann, 1951.
- Vocabulaire de la Psychologie (in Zusammenarbeit mit der Association des Travailleurs scientifiques). Paris, Presses Universitaires de France, 1951.